# Keith Sieracki
Keith Sieracki (ur. 22 lipca 1971 w Milwaukee) – amerykański zapaśnik w stylu klasycznym. Zajął jedenaste miejsce w mistrzostwach świata w 2001. Dwa medale na mistrzostwach panamerykańskich, złoto w 2002. Czwarty w Pucharze Świata w 2001 i 2003; szósty w 2008 i siódmy w 2007. Drugi na mistrzostwach świata wojskowych w 2002 roku. Jego brat Aaron Sieracki jest również zapaśnikiem.